# HD 214714
HD 214714，又名BD+36 4902，SAO 72581、HR 8626，是一颗恒星，视星等为6.03，位于銀經95.93，銀緯-18.27，其B1900.0坐标为赤經22h 35m 2.8s，赤緯+37° -18.27′ 19″。